# Noël Vergara
Pas d'image ? Cliquez ici

a Compétitions nationales et continentales officielles uniquement.

Noël Vergara, né le 4 janvier 1949 à Saint-Gaudens (Haute-Garonne), est un joueur français de rugby à XIII dans les années 1970 à 1980. Il occupe au cours de sa carrière le poste de pilier.
Enfant de Saint-Gaudens, il pratique le rugby à XIII au sein du club du R.C. Saint-Gaudens remportant au cours de sa carrière le Championnat de France en 1974 après avoir remporté la Coupe de France en 1973, avec ses coéquipiers Roger Biffi, Serge Marsolan, Michel Molinier, René Zaccariotto et Victor Serrano. Il rejoint ensuite le R.C. Albigeois avec un nouveau titre de Championnat de France en 1977, puis termine au Toulouse olympique XIII.

## Palmarès
- Collectif :
  - Vainqueur du Championnat de France : 1974 (Saint-Gaudens) et 1977 (Albi).
  - Vainqueur de la Coupe de France : 1973 (Saint-Gaudens).
  - Finaliste du Championnat de France : 1972 (Saint-Gaudens).